# Carl Ernst Albrecht Salzenberg
Carl Ernst Albrecht Salzenberg (* 20. März 1783 in Braunschweig; † 24. Februar 1844 in Braunschweig) war ein deutscher Postdirektor und Chef des Landespostwesens im Herzogtum Braunschweig.

## Leben
Carl Ernst Albrecht Salzenberg entstammte einer in Nordhausen und Quedlinburg beheimateten Posthalterfamilie. Er wurde 1783 in Braunschweig geboren und besuchte bis 1801 das Gymnasium in Wolfenbüttel. Er trat in den braunschweigischen Postdienst, wo er über eine Postschreiber-, Postsekretär- und Postmeisterstelle in Wolfenbüttel 1830 zum Postrat in Braunschweig aufstieg. Im Jahr 1832 wurde er Postdirektor in der Herzoglichen Postdirektion. Diese hatte die Verwaltung und Leitung des Landespostwesens inne und war dem Herzoglichen Staatsministerium unmittelbar untergeordnet. Am 13. August 1832 wurde eine neue Postordnung veröffentlicht, wodurch die Posteinrichtungen wesentlich verbessert werden konnten. Sie trat am 1. April 1833 in Kraft. Die Verhandlungen des Jahres 1834 mit der preußischen Postverwaltung über die Ausübung der Postgerechtsame blieben erfolglos. Im Jahr 1835 wurde ein Postvertrag mit dem Königreich Hannover unterzeichnet. Die erste Bahnpost wurde 1840 auf der 1838 eröffneten Staatseisenbahnstrecke Braunschweig-Harzburg eingerichtet.
Salzenberg wurde 1842 mit dem Orden Heinrichs des Löwen ausgezeichnet. Er war verheiratet mit Sophie Bertha Ferdinande, geb. Consbruch. Der Sohn des Paares, Gustav Heinrich Wilhelm Johann Salzenberg (1821–1849), war königlich-preußischer Postmeister zu Halberstadt. Carl Ernst Albrecht Salzenberg wohnte zuletzt am Kohlmarkt in Braunschweig, wo er im Februar 1844 im Alter von 60 Jahren starb.